# Карл Шротт
Карл Шротт  (нім. Karl Schrott; нар. 9 січня 1953) — австрійський саночник, олімпійський медаліст.

## Виступи на Олімпіадах
| Олімпіада        | Дисципліна     | Місце |
| ---------------- | -------------- | ----- |
| Лейк-Плесід 1980 | змішані двійки | 3     |